# 러시아계 벨라루스인

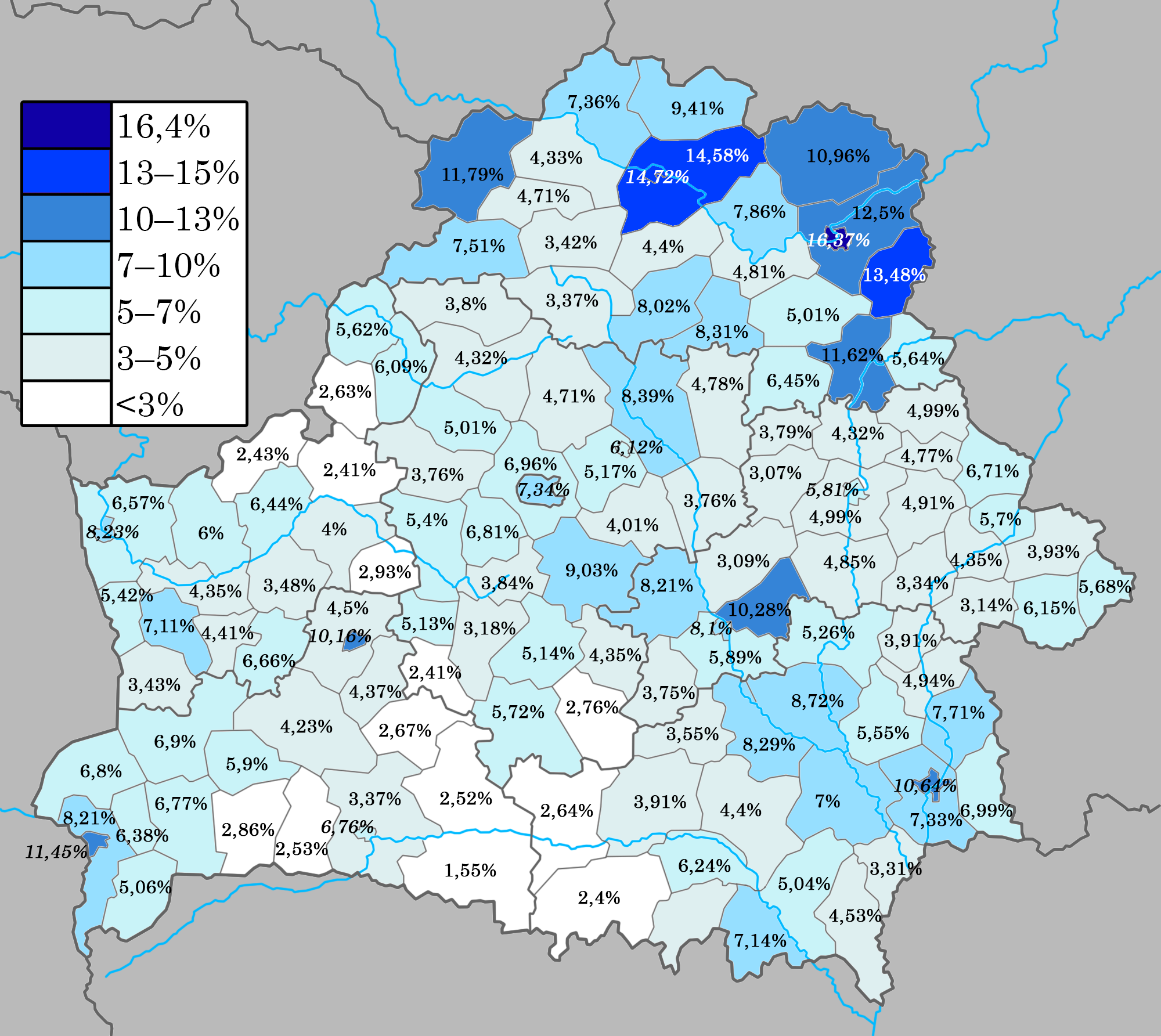
2019년 인구 조사에 따르면 러시아계 벨라루스인

러시아계 벨라루스인(벨라루스어: Рускія ў Беларусі; 러시아어: Русские в Белоруссии)은 벨라루스에 거주하는 러시아인 또는 러시아계 후손들이다. 2019년 인구조사에 따르면 벨라루스에는 706,992명의 러시아인이 거주하고 있으며, 이는 벨라루스 인구의 약 7.5%를 차지한다. 10년 전 벨라루스에는 785,084명의 러시아인이 있었는데, 이는 2009년부터 2019년까지 벨라루스의 러시아인 인구가 10% 감소한 반면, 같은 기간 벨라루스의 총 인구는 1% 감소했다는 것을 의미한다. 그럼에도 불구하고, 러시아인들은 여전히 그 나라에서 가장 큰 소수 민족이다.

## 역사
많은 러시아계 벨라루스인들은 소련 시절 벨라루스로 이주한 사람들의 후손으로 기술 전문가와 군사 또는 행정 인력으로 알려져 있다. 18세기에 벨라루스에 정착한 소수의 고의식파도 있다.
소련 시대 초기에 모스크바가 임명한 벨라루스 정부는 주로 판텔레이몬 포노마렌코나 니콜라이 기칼로 같은 비벨라루스인들로 구성되었다.
알렉산드르 루카셴코를 중심으로 한 현재의 정치 지도층에는 러시아계 벨라루스인이 다수 존재한다.
인구 조사에 따르면 벨라루스에서는 동화 과정으로 인해 자신을 러시아인으로 식별하는 사람들의 수가 지속적으로 감소하고 있다.